# Bebo Valdés
Dionisio Ramón Emilio Valdés Amaro, més conegut com a Bebo Valdés, (Quivicán, Cuba, 9 d'octubre de 1918 - Estocolm, 22 de març de 2013) fou un músic cubà de jazz i música cubana. A més de ser pianista, ha desenvolupat la composició i arranjament i la direcció d'orquestres.
Bebo Valdés és considerat una de les figures centrals de la música cubana en la seua època daurada junt a altres músics com el contrabaixista Israel López Cachao o Julio Cueva. El seu fill Chucho Valdés és també un reconegut pianista.

## Trajectòria
Bebo Valdés naix el 9 d'octubre de 1918 a Quivicán, a uns 20 quilòmetres a l'oest de l'Havana. Amb 7 anys inicia els seus estudis de piano i amb 18 es trasllada a la capital cubana per a continuar els seus estudis al Conservatori Municipal de Música de l'Havana amb il·lustres mestres com Harold Gramatges i Óscar Muñoz Boufartique.
Inicia la seua carrera professional als anys 40 del segle XX entrant a formar part de la popular orquestra de Julio Cuevas per a la qual compon "La rareza del siglo", mambo que revesteix el gènere recentment introduït pel seu amic d'infància Cachao amb el danzón "Mambo" i que canviaria el curs de la música cubana. En aquesta època desenvolupa una important tasca escrivint arranjaments per a diverses estrelles com Olga Guillot, Celia Cruz o Elena Burke.
L'any 1947 viatja a Haití on aprofundeix les seves arrels africanes, cos que marcarà una forta empremta en la seua vida i música. En la tornada a l'Havana ingressa a l'orquestra d'Armando Romeu, titular del cabaret Tropicana, amb la qual va establir relacions professionals amb artistes com Joséphine Baker, Tongolele i Nat King Cole. Després de 10 anys com a assessor artístic en el Tropicana, Valdés abandona l'orquestra i el cabaret arran d'un tràgic succés en el qual quasi perd la vida: un atemptat amb bomba prop del piano on interpretava al cabaret.
Amb l'arribada de la televisió a l'illa als anys 50, Bebo Valdés participa a diversos programes guanyant una important popularitat, sobretot després de crear un nou ritme anomenat Batanga que va tenir un gran èxit entre el públic però que no va tenir continuïtat degut a la forta popularitat comercial del mambo de Pérez Prado. L'èxit de les anomenades "descàrregues de jazz" porta el productor Norman Granz a encomanar a Valdés el 1952 la primera descàrrega de jazz cubà que es grava a l'illa: "Con Poco Poco".
El triomf de la Revolució cubana el 1959 porta Valdés a l'exili, deixant a Cuba dona i cinc fills, en un primer moment cap a Mèxic on és director musical del cantant de boleros xilè Lucho Gatica. Va de gira per Europa amb els Havana Cuban Boys fins que el 1960 arriba a Suècia on s'estableix definitivament casant-se i formant una nova família. La seua vida cau en l'anonimat i treballa en diversos bars d'una xarxa d'hotels al país nòrdic.
El 1994, 34 anys després, rep la telefonada del seu amic Paquito D'Rivera per tal d'enregistrar un nou disc a Alemanya, "Bebo Rides Again", col·lecció de clàssics cubans i originals de Valdés compostos especialment per a l'ocasió, amb el qual reinicia la seua carrera musical. L'any 2000 és el de la consolidació d'aquest nou principi amb el llançament de la pel·lícula de Fernando Trueba "Calle 54" on es retroba amb músics històrics del Latin Jazz com Tito Puente, Eliane Elias, Jerry González, Michel Camilo, el mateix Paquito D'Rivera, Cachao, entre tants altres.
Una setmana després del rodatge de la pel·lícula comença a gravar el disc "El Arte del Sabor" a Nova York amb Cachao i Carlos Patato Valdés, amb què guanyaria dos Premis Grammy el 2001. El tercer Grammy l'aconseguirà amb el cantaor flamenc Diego el Cigala amb qui grava "Lágrimas Negras" que li proporciona un èxit mundial i que és reconegut com el millor disc de l'any 2003 pel New York Times. Guanyà altres dos Grammys amb "Bebo de Cuba", un doble disc gravat en primer lloc per una Big Band de 22 músics i un segon amb música tradicional cubana tocada per un nonet.
El 2004 viatja a Salvador de Bahia (Brasil), com va predir 60 any enrere un santero a Haití, per tal de gravar la pel·lícula "El Milagro de Candeal" dirigida per Fernando Trueba i que coprotagonitza amb Carlinhos Brown, en la qual es retroba amb els seus orígens afrocubans.
El 2005 grava el seu primer disc de piano sol "Bebo" que guanya de nou el Grammy Llatí 2006 com a millor àlbum instrumental.
El 2010 compon la banda sonora per a la pel·lícula Chico y Rita, l'argument de la qual conté fragments de la seva pròpia vida.

## Premis i nominacions
- 2012. Gaudí a la millor música original per Chico i Rita